# Nová Vieska
Nová Vieska (ungarisch Kisújfalu) ist eine Gemeinde im Westen der Slowakei mit 649 Einwohnern (Stand 31. Dezember 2024), die zum Okres Nové Zámky, einem Kreis des Nitriansky kraj, gehört.

## Geographie
Die Gemeinde befindet sich am südlichen Rand des Hügellands Hronská pahorkatina innerhalb des slowakischen Donautieflands und südlich des Flüsschens Paríž, welches hier in einem Feuchtgebiet fließt und durch zwei Naturreservate (Alúvium Paríža und Parížske močiare) geschützt ist. Teile der Naturreservate Drieňová hota und Gbelské reichen in das Gemeindegebiet. Das Ortszentrum liegt auf einer Höhe von 135 m n.m. und ist 22 Kilometer von Štúrovo sowie 29 Kilometer von Nové Zámky entfernt.
Zur Gemeinde gehören auch die Weiler Arad und Réva.
Nachbargemeinden sind Svodín im Norden, Gbelce im Osten, Bátorove Kosihy im Süden und Südwesten und Strekov im Westen und Nordwesten.

## Geschichte

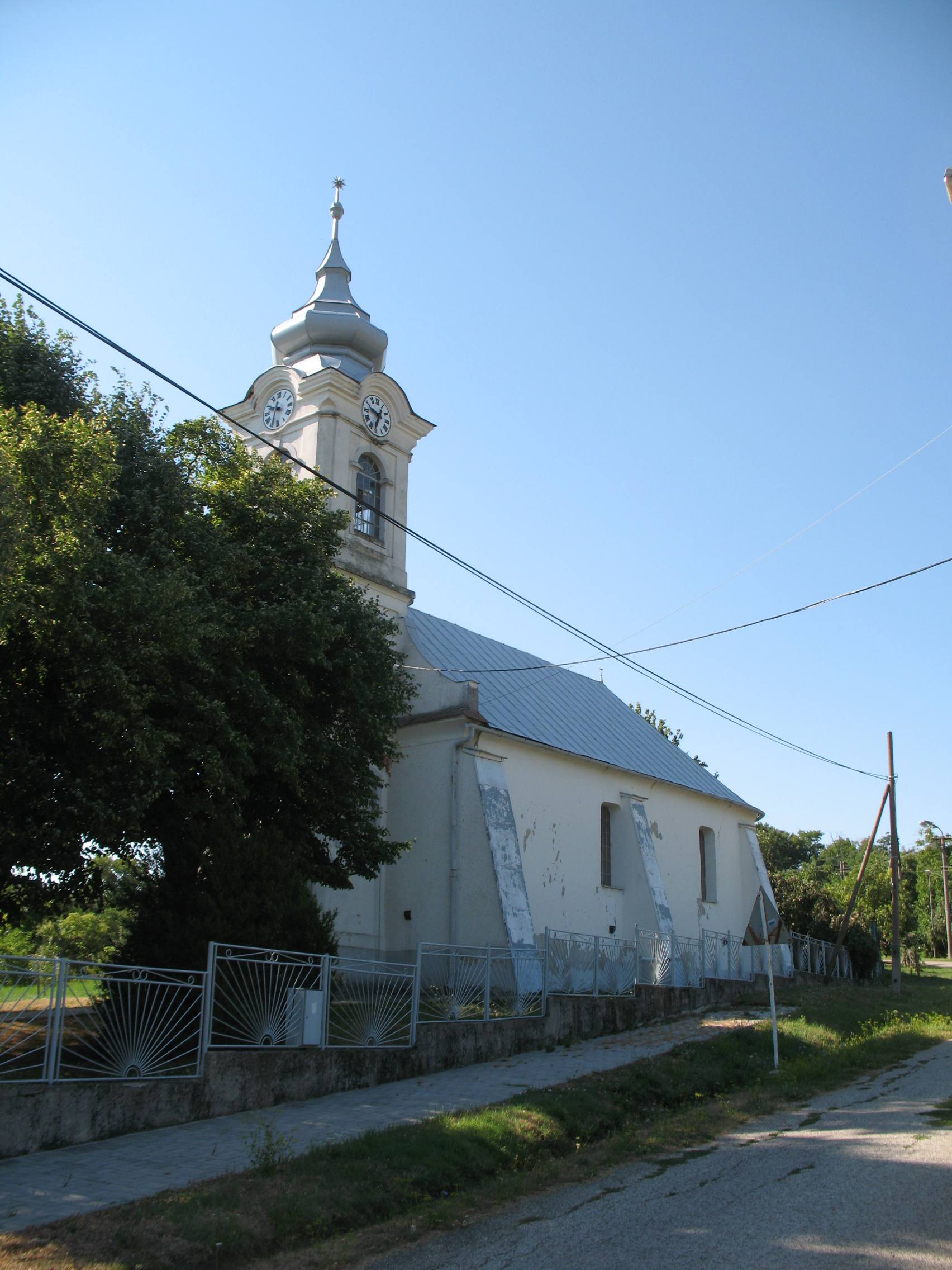
Reformierte Kirche

Nová Vieska wurde im 15. Jahrhundert gegründet und zum ersten Mal 1460 als Wyfalw schriftlich erwähnt. Im Jahr 1531 war das Dorf Besitz der Familie Báthory, im 17. Jahrhundert der Familien Keglevich und Bottyan und ab 1635 zur Herrschaft von Bátorkeszi. 1570 war der im türkischen Sandschak Gran liegende Ort unbewohnt, 1609 wurde er von türkischen Truppen zerstört und 1683 durch Sobieskis Truppen, als diese von der Schlacht am Kahlenberg zurückkehrten. 1601 gab es anderthalb Porta in Nová Vieska, 1664 wohnten nach einem türkischen Verzeichnis 60 Steuerzahler in 39 Haushalten, 1699 wohnten 93 Einwohner im Ort, 1715 gab es Weingärten und 16 Haushalte, 1787 hatte die Ortschaft 70 Häuser und 476 Einwohner, 1828 zählte man 80 Häuser und 605 Einwohner, die als Landwirte beschäftigt waren. Ein Brand von 1874 zerstörte bis auf 10 Häuser alle Gebäude im Dorf.
Bis 1918/1919 gehörte der im Komitat Gran liegende Ort zum Königreich Ungarn und kam danach zur Tschechoslowakei beziehungsweise heute Slowakei. Auf Grund des Ersten Wiener Schiedsspruchs lag er 1938–1945 noch einmal in Ungarn. 1947 wurden 60 Familien nach Ungarn abgeschoben.

## Bevölkerung
| Jahr                | 1994 | 2004     | 2014    | 2024     |
| ------------------- | ---- | -------- | ------- | -------- |
| Anzahl der Personen | 892  | 793      | 722     | 649      |
| Unterschied         |      | −11,09 % | −8,95 % | −10,11 % |

| Jahr                | 2023 | 2024    |
| ------------------- | ---- | ------- |
| Anzahl der Personen | 665  | 649     |
| Unterschied         |      | −2,40 % |

Nach der Volkszählung 2011 wohnten in Nová Vieska 737 Einwohner, davon 645 Magyaren und 84 Slowaken. Acht Einwohner machten keine Angabe zur Ethnie.
517 Einwohner bekannten sich zur reformierten Kirche, 142 Einwohner zur römisch-katholischen Kirche, 24 Einwohner zu den Baptisten, 10 Einwohner zur Evangelischen Kirche A. B., drei Einwohner zur altkatholischen Kirche, ein Einwohner zur evangelisch-methodistischen Kirche und ein Einwohner zu einer anderen Konfession. 25 Einwohner waren konfessionslos und bei 14 Einwohnern wurde die Konfession nicht ermittelt.

## Bauwerke und Denkmäler
- reformierte Toleranzkirche aus dem Jahr 1787, 1874 umgebaut

## Verkehr
Nová Vieska hat eine Haltestelle an der Bahnstrecke Bratislava–Budapest, die parallel verlaufende Straße 2. Ordnung 509 zwischen Bajč und Štúrovo passiert am Ort vorbei mit Anschlüssen an beiden Ortsenden.